# Guillaume Levasseur de Beauplan
Pour les articles homonymes, voir Levasseur et Beauplan.

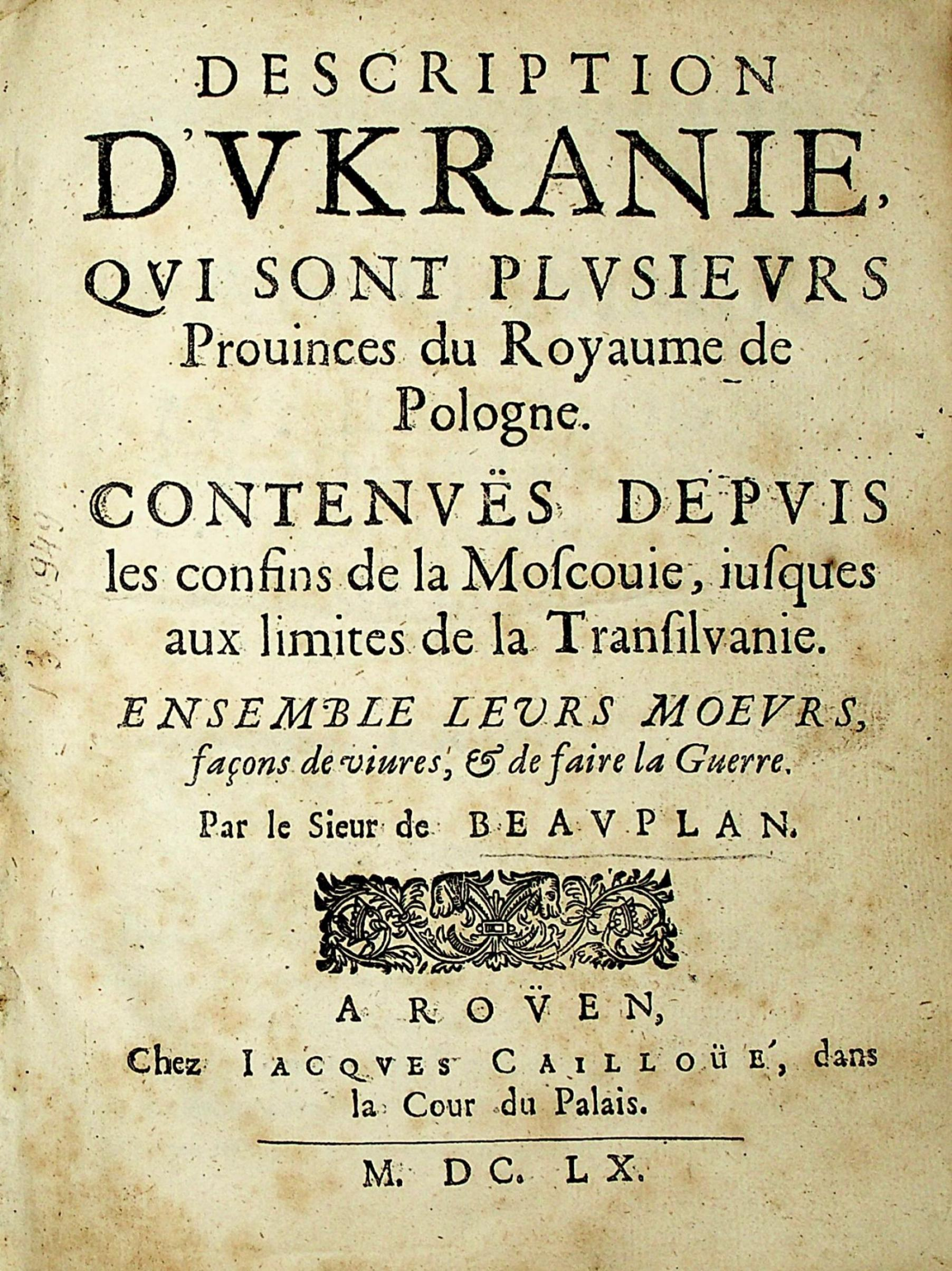
La Description d’Ukranie de Beauplan.

Guillaume Levasseur, sieur de Beauplan (orthographié aussi Guillaume Le Vasseur de Beauplan, Dieppe, 1595 — Rouen, 6 décembre 1673) est un ingénieur et cartographe français.

## Biographie
Il naît à Dieppe vers 1595. Il est pendant dix-sept ans au service de la république de Pologne, sous les ordres des rois de Pologne, Sigismond III et Ladislas IV Vasa, qui lui donnent le grade de capitaine d’artillerie. Il fait en cette qualité toutes les campagnes de l’Ukraine contre les Tatars de Crimée, sous les ordres du général Stanisław Koniecpolski. Ingénieur du roi, il est chargé de faire la topographie de ce pays, où il fonde plus de cinquante bourgades (slobodes), qui, en peu d’années, forment plus de mille villages, et le relevé de ses fortifications qui étaient alors peu connues. On lui doit aussi la construction de quelques forteresses et châteaux dont le château de Pidhirtsi, le Château de Bar aujourd’hui dans l’ouest de l’Ukraine.

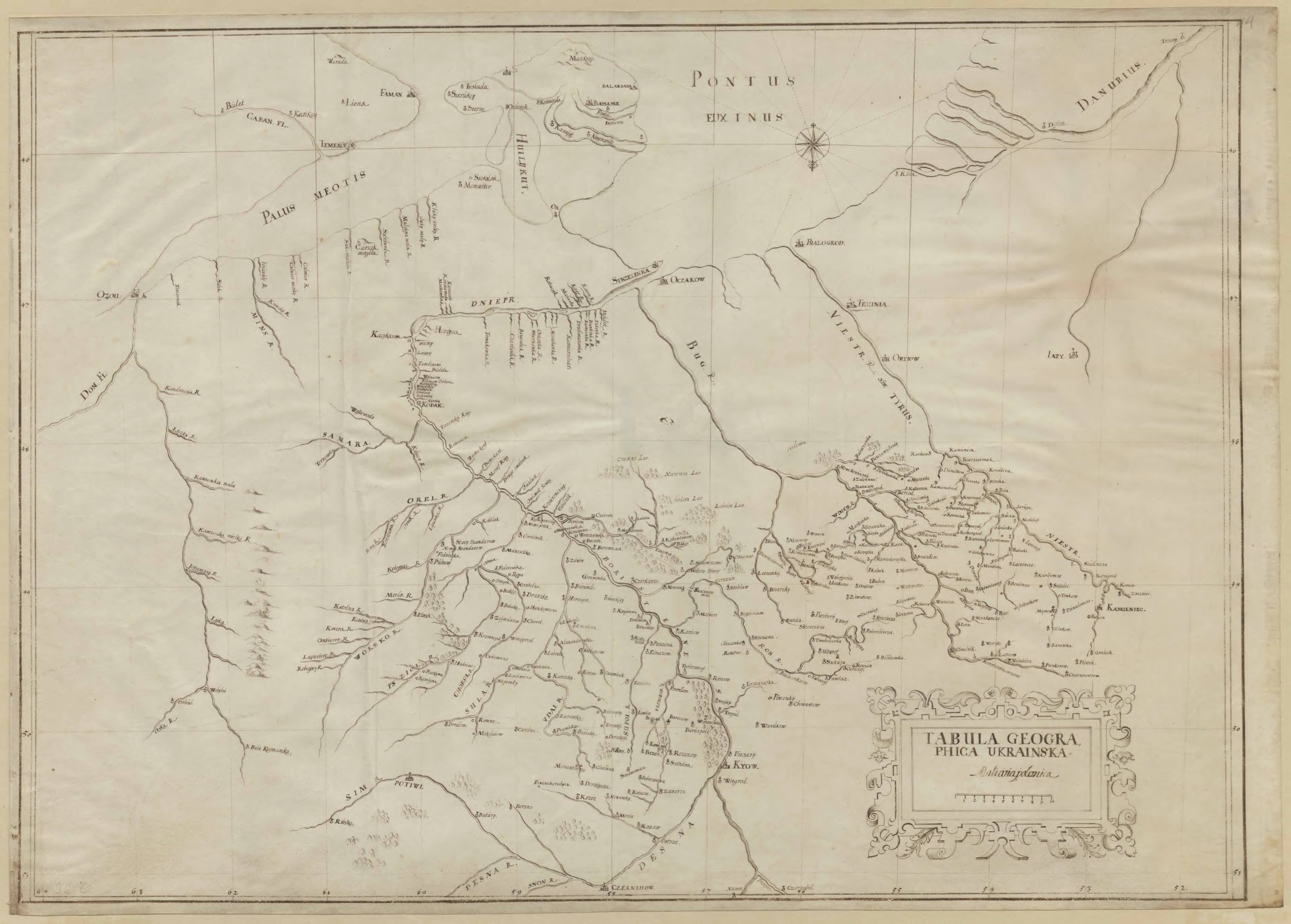
Tabula Geographica Ukrainska créé en 1639 par Beauplan.

La publication de la première carte détaillée de l’Ukraine, en quatre feuilles devenue fort rare, le fait connaître en Europe. Une première version est imprimée à Dantzig en 1648 sur un feuillet. Deux ans plus tard, une version plus détaillée sur neuf feuillets, Delineatio specialis et accurata Ukrainae, est imprimée, toujours à Dantzig. 
Il avait fait une Carte générale de la Pologne, avec les figures des hommes, animaux et plantes et autres choses rares que l’on voit en ces pays, mais son graveur, Willem Hondius, étant mort, sa veuve en envoya toutes les planches au roi de Pologne qui les avait fait demander, et l’auteur n’en eut plus de nouvelles. Il étudia également les mœurs des populations locales dont les cosaques zaporogues. Danville en parle avec beaucoup d’éloges ; on la trouve quelquefois jointe à l’ouvrage précédent. Jansson Waesberg en donna, à Amsterdam, une nouvelle édition, qui ne diffère de l’original que parce qu’elle est orientée à l’ordinaire, et accompagnée de deux légendes historiques : dans l’original, le sud est en haut de la carte.

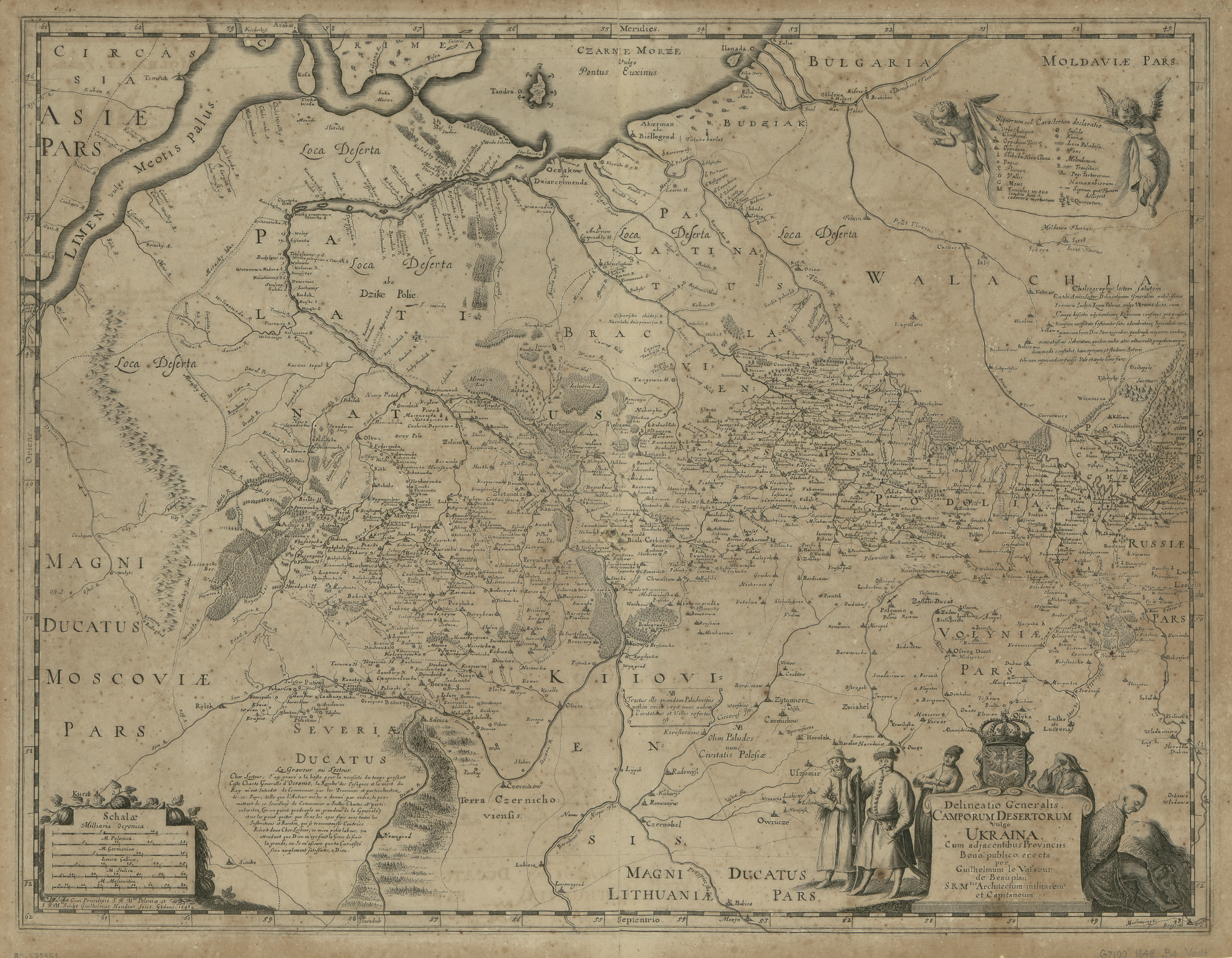
Représentation générale des plaines vides (Dans le langage courant de l'Ukraine) En collaboration avec les provinces voisines créé par Guillaume Levaseur de Beauplan capitaine et architecte militaire de sa Majesté. 1648 gravure de Willem Hondius.

Privé par la mort du roi Ladislas de la récompense qu’il avait droit d’attendre, et négligé par son successeur, Jean Casimir, plus connaisseur en théologie qu’en administration, il rentra en Normandie, où il publia, sans dire du mal de la nation qui ne l’avait pas récompensé, sa Description d’Ukranie qui sont plusieurs provinces du royaume de Pologne contenues depuis les confins de la Moscovie, jusques aux limites de la Transilvanie, ensemble leurs mœurs, façons de vivre et de faire la guerre. La première édition de cet ouvrage parue en 1650, ne fut tirée qu’à une centaine d’exemplaires ; la deuxième parue à Rouen, chez Jacques Cailloué, en 1660, sous le titre : Description d’Ukranie, qui sont plusieurs provinces du royaume de Pologne, contenues depuis les confins de la Moscovie, jusques aux limites de la Transylvanie ; ensemble leurs mœurs, façons de vivre et de faire la guerre, par le sieur de Beauplan, in-4° de 112 pages, lui valut la célébrité en dépit de son style truffé de normandismes pour lequel il présente ses excuses en terminant son ouvrage : « Vous excuserez facilement mon peu de disposition à escrire plus poliement que j’ay estimé indécent à un cavalier qui a employé toute sa vie à faire remuer la terre, fondre des canons et péter le salpestre. » Cette même édition reparut, avec un nouveau frontispice, à Paris, chez Simon le Sourd, 1661. Cet ouvrage, orné de figures, eut beaucoup de succès, et fut traduit en anglais et en allemand. Mitzler de Kolof en inséra aussi une traduction latine dans sa collection. Johann Wilhelm Möller en publia une nouvelle traduction en allemand, Breslau, W.G. Korn, 1780, in-8° de 236 pages. Cette traduction n’a pas de carte, et n’a conservé que deux figures de celles de l’original ; mais elle est augmentée du Journal du voyage du prince Maximilien-Emmanuel de Wurtemberg de Johann Wendelin Bardili. Dubois en a donné, dans son Histoire littéraire de Pologne (Berlin, Decker, 1778), un extrait fort étendu.
Ces travaux ne l’empêchèrent pas d’employer ses talents pour l’utilité de son pays : il fut le premier à publier une Carte de la Normandie qui ait un peu de détail et d’exactitude. Gravée par Jean Toustain, elle parut en douze feuilles à Rouen, en 1667.
Levasseur de Beauplan mourut après 1685.